# Atria (virksomhed)
Atria Oyj (NASDAQ OMX: ATRAV) er en finsk fødevareindustrikoncern.
Omsætningen var i 2013 på 1,411 mia. Euro og der var 4.669 ansatte. Koncernen er opdelt i fire forretningsenheder som er Atria Finland, Atria Scandinavia, Atria Russia og Atria Baltic. Atria’s kunder er detailhandlen, fødevareservices, fødevareindustrien og sit eget fastfoodkoncept.
Der produceres en lang række produkter, hvor af langt størsteparten er kødvarer som pålæg, pølse, kødudskæringer, osv. Desuden produceres dyrefoder.
Atria's rødder går tilbage til 1903, hvor et kooperativ (andelsselskab) for salg af husdyr blev etableret. Atria er børsnoteret på Helsinki Stock Exchange.

## Historie
Virksomheden er er etableret i 1990 ved en fusion mellem Lihapolar Oy og Itikka Lihabotnia Oy.
Lihapolar Oy's historie
- 1903 Kuopion Karjanmyyntiosuus kunta (Kuopio husdyrsalgs korporativ, KKO) etableres.
- 1910 KKO køber en pølsefabrik og de første Atria-pølser produceres.
- 1938 Skifter navn til Savo-Karjalan Osuusteurastamo (Savo-Karelia Korporative Slagteri, SKO).
- 1956 skifter navn på Lihakunta (kødkorporativet). Forretningen udvides til at inkludere produktion og salg.
- 1972 Lihakunta og Karjapohjola fusionerer. Operationerne udvides til det nordlige Finland.
- 1975 Lihakunta køber Pohjolan Liha Oy.
- 1981 Lihakunta overtager Osuustukkukauppa's (OTK) køddivision.
- 1988 Lihapolar Oy etableres.  Selskabet hånderer al produktion, salg og marketing.

Itikka Lihabotnia Oy's historie
- 1914 Itikka etableres i Seinäjoki.
- 1917 Itikka bygger en pølsefabrik.
- 1937 De første Atria ready meals produceres.
- 1975 Itikka køber Maan Liha Oy.
- 1981 Itikka overtager en andel i Osuustukkukauppa (OTK's) køddivision.
- 1985 Itikka køber OK-Liha Oy.
- 1988 Itikka Liha-botnia Oy etableres og alle produktions og handelsaktiviteter overføres til selskabet.

Efter fusionen
- 1990 Fusionen af Lihapolar Oy og Itikka Lihabotnia Oy gennemføres.
- 1991 Itikka-Lihapolar begynder. Virksomheden overtager Osuuskunta Pohjanmaan Liha (Ostrobothnia Cooperative Meat) og bliver børsnoteret.
- 1994 Atria indføres som koncernnavn.
- 1992–1996 Operationerne konsolideres i tre kontorer.
- 1996 Nurmo ready-food produktionen intensifieres.
- 1999 Forssalainen Liha ja Säilyke Oy overtages.

## Forretningsområder

### Atria Finland
Atria Finland's ledende mærke er Atria. Atria er markedsleder i flere produktgrupper i Finland. Ifølge virksomheden er er virksomhedens totale markedsandel på 27 % i supermarkeder.

### Atria Scandinavia
Atria Scandinavia's ledende mærke i Sverige er Sibylla, som også er Atria's mest internationale mærke. I Danmark er det bedst kendte mærke 3-Stjernet. I Sverige er Atria næststørst på markedet for pølser og kolde udskæringer. I Danmark er Atria markedsledende.

### Atria Russia
Atria Russia's mærker er Pit-Product og CampoMos. Pit-Product-mærket er markedsledende i St. Petersborgs supermarkeder med en andel på ca. 20 %. CampoMos' markedsandel i Moskva og St. Petersborg er lav.

### Atria Baltic
Atria Baltic's produkter fremstilles og markedsføres primært i Estland. Mærkerne er Maks & Moorits, VK ja Wõro. Atria's markedsandel for kolde udskæringer og pølser er nationalt på omkring 15 %.